# Виноградов Сергій Олександрович (актор)
Виноградов Сергій Олександрович (рос. Виноградов Сергей Александрович; 16 червня 1965, Москва, РРФСР, СРСР) — радянський і російський актор і режисер театру і кіно, сценарист і хореограф. Заслужений артист Росії (15.01.2001).

## Біографічні відомості
Народився 16 червня 1965 року в Москві в родині інженерів. Навчався в математичній школі № 444, займався спортом, грав у шкільних театральних спектаклях. 
У 1989 році з червоним дипломом закінчив акторський факультет Вищого театрального училища ім. Б. Щукіна (курс Л. В. Калиновського і Ю. А. Стромова). Працював в Театрі «Сатирикон» (1989—1990), Театрі Романа Віктюка (1990—1995; п'ять років активної роботи з Романом Віктюком, спектаклі «Батерфляй», «Лоліта» і друга версія «Покоївок»), Театрі Місяця (з 1997 року, в антрепризах). 
У 1991 році дебютував в кінематографі. 
З 1997 року — художній керівник «Театральної компанії Сергія Виноградова». 
З 1999 року — актор і режисер Академічного театру імені Моссовєта. 
Зіграв понад 40 ролей в театрі і біля 50 в кіно і серіалах. Поставив понад 20 вистав як режисер і хореограф. Працює на телебаченні: зробив програми про Бориса Віана, Володимира Набокова і Михайла Плетньова, зняв телеверсії вистав «Покоївки», «Лоліта», «Колекціонер», «La Divina», «Іванов та інші», «Набоков, Машенька», «Убивча любов». 
Автор, режисер і виконавець поетичних програм на каналі «Культура»: «З вікна» — за поезією В. Ходасевича і «Наближення» — за японською поезією танка. Брав участь в проекті телеканалу «Культура» «Мелодія вірша» (2008). 
У 1999 році отримав приз «За найкращу роботу хореографа» в спектаклях «Набоков, Машенька» і «Сміх у темряві» — на Першому Московському театральному фестивалі Володимира Набокова.
У 2010 році — переможець огляду-конкурсу «Визнання» у номінації «Найкраща режисура вистави для дорослих» за виставу «Небезпечні зв'язки» в Рязанському державному обласному театрі драми. У 2012 році вдруге став переможцем огляду-конкурсу «Визнання» у номінації «Найкраща режисура вистави для дорослих» — за спектакль «Солодкоголосий птах юності» в Рязанському театрі драми. 29.05.2013 обраний на посаду головного режисера Рязанського державного обласного театру драми, яку займав в сезоні 2013-14 року. 
 
У 2014 році в третій раз став переможцем огляду-конкурсу «Визнання» у номінації «Найкраща режисура вистави для дорослих» за спектакль «Машенька» в Рязанському театрі драми. 
 
У березні 2016 р. на театральному фестивалі «Slavija 2016» у Белграді спектакль Рязанського театру драми «Машенька» у постановці С. Виноградова став лауреатом і був удостоєний диплома і бронзової статуетки Дон Кіхота. 
Член журі фестивалю «Кінотаврик-2011» в Сочі.
Член журі II Молодіжного театрального форуму країн Співдружності, Балтії та Грузії в Мінську в листопаді 2015 року.
У 2017—2018 рр. — старший викладач ВДІК ім. С. А. Герасимова, педагог Майстерні Ігоря Ясуловича. Поставив дипломний спектакль «Багато галасу даремно» (2018).
У 2019 році удостоєний Диплома за роль Ігнатія Ілліча Шпігельского в спектаклі театру ім. Моссовєта «Місяць у селі» — у номінації «Чоловіча роль другого плану» на театральному фестивалі-конкурсі «Тургенєвська театральна Москва».
З 2004 року активно працює як кінорежисер — зняв понад 20 телесеріалів і телевізійних фільмів.

## Фільмографія

### Акторські роботи
- «Злочин лорда Артура» (1991, лорд Артур; реж. О. Орлов)
- «Патріотична комедія» (1992, Макс; реж. В. Хотиненко)
- «Створення Адама» (1993, Філіп)
- «Не стріляйте в пасажира!» (1993, Роман)
- «Графиня де Монсоро» (1995, т/с, граф де Келюс; реж. В. Попков)
- «Манія Жизелі» (1995, Антон Долін; реж. О. Учитель)
- «Несуть мене коні...» (1996, Микола Васильович; реж. В. Мотиль)
- «Дивний час» (1997, Олексій)
- «На ножах» (1998, Висленєв; реж. О. Орлов)
- «Самозванці» (1998—2002, т/с; Роман)
- «Страсний бульвар» (1999, Леонід; реж. В. Хотиненко)
- «Будинок для багатих» (2000, Максимов; реж. В. Фокін)
- «Третього не дано» (2000, т/с, Сергій Новицький)
- «Щоденник його дружини» (2000, Аля; реж. О. Учитель)
- «Чорна кімната» (2000, кіноальманах, новела «Моцарт і Сальє»; Моцарт)
- «На розі біля Патріарших-2» (2001, т/с; Борис Кітаїн, бізнесмен)
- «Ніч лагідна» (2002, телеверсія вистави Театру Місяця; Дік Дайвер)
- «Повелитель калюж» (2002, шкіпер)
- «За кулісами» (2002, т/с, Кирило Володимирович)
- «Світські хроніки» (2002, т/с; Макс)
- «Червоний четвер» (2002, Олексій; Греція)
- «З життя лікаря» (2002, короткометражний; тележурналіст; реж. К. Худяков)
- «Убивча любов» (2003, фільм-спектакль; Він (головна роль)
- «Спокуса Титаніка» (2004, т/с; Нікей (Микола Махновський, кримінальний авторитет)
- «Гріхи батьків» (2004, т/с; Павло Поляков)
- «Сармат» (2004, т/с; Павло Іванович)
- «Пастка для полтергейсту» (2004, Сергій Валентинович, психолог)
- «Паризьке кохання Кості Гуманкова» (2005, Пековський)
- «Під сонцем» (2004, короткометражний; чорна людина)
- «По ту сторону вовків 2» (2004, т/с; Джон Ді; реж. С. Русаков)
- «Сищики-3» (2004, т/с, фільм 1; Всеволод Гнатович Перехлестов)
- «Ад'ютанти любові» (2005, т/с; Дмитро Мокійович Неврев)
- «Оперативний псевдонім - 2. Код Повернення» (2005, т/с; Андрій Михайлович Каймаченко, співробітник військово-промислового холдингу «Консорціум»)
- «Сліпий-2» (2005, Ангел №5, фільм №3; отець Олександр)
- «Сірано де Бержерак» (2006, фильм-спектакль; Граф де Гіш)
- «Солдати-6» (2006, т/с; епізод)
- «Капкан» (2007, т/с; Майоров)
- «Полонез Кречинського» (2007, т/с; Щебнєв)
- «Єрмолови» (2008 (прем'єра — 2010), т/с; Іван Шевардін, космонавт)
- «Одна ніч кохання» (2008, т/с; епізод)
- «Бомжиха-2» (2009, т/с; Ігор Тасевич, адвокат)
- «Голоси» (2010, т/с; Уваров, бізнесмен)
- «А щастя десь поруч» (2011, т/с; дядько Тасі)
- «Терміново в номер-3» (2011, т/с, «Світ жінок», фільм №1; Владислав Жаров, проповідник)
- «Лісник» (2013, т/с, «Месник», фільм №46; Шерстобитов)
- «Шрам» (2017, т/с; Борис Кусков, директор сімейного дитбудинку)
- «Обірвана мелодія» (2018, т/с; Борис Євгенович Єгоров, друг юності Анни, бізнесмен) та ін.

### Сценарист
- «В'язниця особливого призначення» (2006, т/с, за участю)
- «Вогні великого міста» (2009, т/с, у співавт.)
- «Громадянка начальниця. Продовження» (2011, т/с, у співавт.)

### Режисерські роботи в кіно і на телебаченні
- «Набоков, Машенька» (2001, телеверсія вистави)
- «Убивча любов» (2003, телеверсія вистави)
- «З вікна» (2004, поетична програма за віршами В. Ходасевича)
- «Спокуса Титаніка» (2004, т/с, у співавт.)
- «Оперативний псевдонім - 2. Код Повернення» (2005, т/с)
- «В'язниця особливого призначення» (2006, т/с, у співавт.)
- «Репетитор» (2007, «Мостелефільм» за участю кінокомпанії «Star Media», Росія—Україна)
- «Єрмолови» (2008 (прем'єра — 2010), т/с, у співавт. з В. Краснопольським і В. Усковим)
- «Вогні великого міста» (2009, т/с)
- «Мій гріх» (2010)
- «Громадянка начальниця. Продовження» (2011, т/с)
- «Терміново в номер-3» (2011, т/с, у співавт.)
- «Дельта» (2012—2013, т/с, у співавт.)
- «Лісник» (2013, т/с, у співавт.)
- «Вчитель у законі. Повернення» (2013, т/с, у співавт.; 1—16 серії)
- «Дельта. Продовження» (2014, т/с, у співавт.)
- «Курортна поліція» (2014, т/с)
- «Сашкова удача» (2019, т/с)
- «Вихователька» (2020, т/с, кінокомпанія «Star Media»)
- «За законами воєнного часу. Перемога!» (2020, т/с, 3 серії)
- «За законами воєнного часу-5» (2021, т/с, кінокомпанія «Star Media») — у виробництві
- «Формула злочину» (2021, т/с, у співавт.)  — у виробництві
- та ін.

## Театральні роботи

### Актор театру
- «Геркулес і Авгієві стайні» — Філей (Театр «Сатирикон», реж. К. Райкін, 1989)
- «Покоївки» — Мадам, Соланж (Театр «Сатирикон», реж. Р. Віктюк, 1989)
- «Ілюзія» — Кліндор (Театральні майстерні СТД, реж. І. Ясулович, 1989)
- «Мауглі» — Мауглі (Театр «Сатирикон», реж. К. Райкін, 1990)
- «Заклинання даоса» — Даос (Театр «Колесо», реж. Ф. Іванов, 1990)
- «М. Батерфляй» — Чин, Марк, Суддя, Шарплес, Чоловік на вечірці (Театр Романа Віктюка, реж. Р. Віктюк, 1990)
- «Лоліта» — Невідомий джентльмен (Театр Романа Віктюка, реж. Р. Віктюк, 1992)
- «Колекціонер» — Фердінанд Клегг (Театр Романа Віктюка, потім — «Театральна компанія Сергія Виноградова», реж. C. Виноградов, 1993)
- «Піна днів» — Колен (МТЮГ, реж. C. Виноградов, 1996)
- «Ніч лагідна» — Дік Дайвер (Театр Місяця/ рос. Театр Луны, реж. C. Проханов, 1997)
- «Вівця»/ рос. «Овечка» — Яків/рос. Иаков (Арт-клуб XXI століття, реж. Б. Мільграм, 1998)
- «Квартет для Лаури» — Жак (Арт-клуб XXI століття, реж. А. Житинкин, 1998)
- «Убивча любов» — Костянтин (Театр імені Моссовєта, реж. C. Виноградов, 1998)
- «Прекрасний, дивовижний Божий світ…» — Дон (Театральний дім, Санкт-Петербург, реж. О. Огій, 1999)
- «Six. Sax. Sex» — Бруно («Театральна компанія Сергія Виноградова», реж. C. Виноградов, 1999)
- «Подорож дилетантів» — Князь Мятлєв (Театр Місяця, реж. C. Проханов, 1999)
- «Лялечка»/ (рос.)«Куколка» — Сільва Вакарро (Театр ім. Моссовєта, реж. П. Хомський, 1999)
- «Бюро щастя» — Макс (Творче об'єднання Дует, реж. А. Житинкин, 2000)
- «Наш декамерон» — Пан у білому (Московський антрепризний театр «Успіх», реж. Р. Виктюк, 2000)
- «Небезпечний, небезпечний, дуже небезпечний... » («Небезпечні зв'язки») — Вальмон (Московський антрепризний театр «Успіх», потім — La'Театр Вадима Дубровицького, реж. C. Виноградов, 2001)
- «Кейкуок» — Куфф (Театр імені Моссовєта, реж. C. Виноградов, 2001)
- «www.London.ru» — Ден (Незалежна антреприза Юлія Малакянца, реж. П. Штейн, 2001)
- «Учень диявола» — Людина від театру (Театр ім. Моссовєта, реж. П. Хомський, 2002)
- «Сірано де Бержерак» — Граф де Гіш (Театр ім. Моссовєта, реж. П. Хомський, 2002)
- «Venus» — Генрі («Театральна компанія Сергія Виноградова», реж. C. Виноградов, 2002)
- «Ісус Христос — суперзірка» — Цар Ірод (Театр ім. Моссовєта, реж. П. Хомський, 2003)
- «Людина і джентльмен» — Альберто де Стефано (La'Театр Вадима Дубровицького, реж. В. Дубровицький, 2003)
- «Старий новий Фауст» — Фауст (Театр Місяця, реж. C. Проханов, 2003)
- «Набоков, Машенька» — Горноцвєтов («Театральна компанія Сергія Виноградова», реж. C. Виноградов, 2003)
- «Дама з камеліями» — граф де Варвіль (Театральне агентство Бал Аст,, реж. М. Скорик, 2004)
- «Любов-кров» — художник Ілля (La'Театр Вадима Дубровицького, реж. В. Дубровицький, 2004)
- «Близькість» — Ларрі («Білий театр», Т. Стрельбицька, прем'єра 20.08.2009)
- «Дядя Ваня» — Іван Петрович Войницький (Рязанський театр драми, реж. Ж. Виноградова, прем'єра 29.01.2010)
- «Віяло леді Віндермір» — лорд Віндермір (Державний театр кіноактора, Москва, реж. С. Виноградов, прем'єра 25.04.2010)
- «Циніки» — Ілля Петрович Докучаєв (Театр ім. Моссовєта, реж. С. Аронін; прем'єра 02.02.2012)
- «Р. Р. Р.» — Мармєладов, колишній чиновник (Театр ім. Моссовєта, реж. Ю. Єрьомін; прем'єра 22.12.2012)
- «Бажання переповненого серця» — Саймон (Куфф) (Рязанський театр драми, реж. С. Виноградов), прем'єра 14.02.2014)
- «Морська подорож 1933 року» — Левенталь, комівояжер (Театр ім. Моссовєта, реж. Ю. Єрьомін; прем'єра 21.02.2015)
- «Та не ходи ж ти зовсім голою» — пан Вантру (Театральна компанія С. Виноградова, реж. С. Виноградов, прем'єра 19.12.2015)
- «Енергійні люди» — Брюхатий (Театр ім. Моссовєта, реж. П. Хомський, прем'єра 21.01.2016)
- «Римська комедія» (Діон) — Діон (Театр ім. Моссовєта, реж. П. Хомський, введення на роль 19.02.2016)
- «Місяць в селі» — Шпігельський (Театр ім. Моссовєта, реж. І. Орлов, прем'єра 12.11.2016)
- «Річард III» — Король Едуард IV (Театр ім. Моссовєта, реж. Н. Чусова, прем'єра 13.09.2020)

### Режисер театру
- «Колекціонер» — Театр Романа Віктюка, потім — в «Театральній компанії Сергія Виноградова»
- «Піна днів»  — МТЮГ, новий варіант, «Театральна компанія Сергія Виноградова»
- «Набоков, Машенька» — «Театральна компанія Сергія Виноградова»
- «Убивча любов» — Театр імені Моссовєта
- «Six. Sax. Sex» — «Театральна компанія Сергія Виноградова»
- «Небезпечні зв'язки» — Московський антрепризний театр «Успіх»
- «Кейкуок» — Театр імені Моссовєта
- «Venus» — «Театральна компанія Сергія Виноградова»
- «Фатальна помилка» (рос. «Роковая опечатка») — Театр імені Моссовєта
- «Небезпечні зв'язки» — новий варіант, Томський приватний театр «Версія»
- «Колекціонер» — новий варіант, Томський приватний театр «Версія»
- «Набоков, Машенька» — нова версія, Томський приватний театр «Версія»; прем'єра 17.01.2009 р.
- «Кейкуок» — нова версія, Томський приватний театр «Версія»; прем'єра 14.03.2009 р.
- «Небезпечні зв'язки» — нова версія, Рязанський театр драми; прем'єра 09.10.2009 р.
- «Віяло леді Віндермір» — Театр кіноактора, прем'єра 25.04.2010 р.
- рос. «Маске рад» — Томський приватний театр «Версія», прем'єра 10.09.2010 р.
- «Солодкоголосий птах юності» — Рязанський театр драми, прем'єра 18.03.2011 р.
- «Алхімія кохання» (за комедією Шекспіра «Багато галасу даремно») — Рязанський театр драми, прем'єра 09.12.2011 р.
- «Моя улюблена мавпочка» (за п'єсою Н. Дарка «Мертва мавпочка») — Рязанський театр драми, прем'єра 05.04.2013 р.
- «Машенька» (за прозою В. Набокова) — Рязанський театр драми, прем'єра 22.11.2013 р.
- «Бажання переповненого серця» (за п'єсою П. Фейблмана «Кейкуок») — Рязанський театр драми, прем'єра 14.02.2014 р.
- «Колекціонер» (за книгою Джона Фаулза) — Рязанський театр драми, прем'єра 05.03.2014 р.
- «Да не ходи же ты совсем голой» (за комедією Жоржа Фейдо) — «Театральна компанія Сергія Виноградова», прем'єра 19.12.2015 р.
- «Васса» (за п'єсою М. Горького «Васса Желєзнова», 1 і 2 варіанти) — Театр імені Моссовєта, прем'єра 07.01.2018 р.
- «Багато галасу з нічого» — Майстерня І. Ясуловича, ВДІК, режисер випускного спектаклю; прем'єра 18.01.2018 р.

### Роботи хореографа в театрі
- «Колекціонер» — Театр Романа Віктюка, реж. С. Виноградов, 1993 р.
- «Жак Оффенбах, любов і тру-ля-ля» — МТЮГ, реж. Г. Яновська, 1996 р.
- «Can-Can» — Abo svenska teater, місто Турку, Фінляндія, реж. Г. Яновська, 1996 р.
- «Піна днів» (1-й варіант) — МТЮГ, реж. С. Виноградов, 1996 р.
- «Ніч лагідна» — Театр Місяця, реж. С. Проханов, 1997 р.
- «Набоков, Машенька» — «Театральна компанія Сергія Виноградова», реж. С. Виноградов, 1997 р.
- «Сміх у темряві» — Театр «Сфера», реж. К. Єланська, 1997 р.
- «Місячне сяйво, медовий місяць» — антрепризний спектакль, реж. Т. Догілева, 1998 р.
- «Убивча любов» — Театр імені Моссовєта, реж. С. Виноградов, 1998 р.
- «Six. Sax. Sax» — «Театральна компанія Сергія Виноградова», реж. С. Виноградов, 1999 год.
- «Подорож дилетантів» — Театр Місяця, реж. С. Проханов, 1999 год.
- «Лялечка» — Театр імені Моссовєта, реж. П. Хомський, 1999 р.
- «Піна днів» (2-й варіант) — «Театральна компанія Сергія Виноградова», реж. С. Виноградов, 2000 р.
- «Матінка Кураж та її діти» — Театр імені Моссовєта, реж. П. Хомський, 2000 р.
- «Небезпечні зв'язки» — La'Театр Вадима Дубровицького, реж. С. Виноградов, 2001 р.
- «Venus» — «Театральна компанія Сергія Виноградова», реж. С. Виноградов, 2002 р.
- «Фатальна помилка» (рос. «Роковая опечатка») — Театр імені Моссовєта, реж. П. Хомський, С. Виноградов, 2003 р.
- «Любов — кров» — La'Театр Вадима Дубровицького, реж. В. Дубровицький, 2004 р.
- рос. «Маске рад» — Томський приватний театр «Версія», реж. С. Виноградов, 2010 р.
- «Солодкоголосий птах юності» — Рязанський театр драми, реж. С. Виноградов, 2011 р.
- «Алхімія кохання» — Рязанський театр драми, реж. С. Виноградов, 2011 р.
- «Моя улюблена мавпочка» — Рязанський театр драми, прем'єра 05.04.2013 р.
- «Морська подорож 1933 року» — Театр імені Моссовєта, реж. Ю. Єрьомин, прем'єра 2015 р.
- «Та не ходи ж ти зовсім голою» (за комедією Жоржа Фейдо) — «Театральна компанія Сергія Виноградова», прем'єра 19.12.2015 р.